# Lesbiini
Lesbiini é uma das duas tribos que constituem a subfamília Lesbiinae, pertencente à família Trochilidae, que inclui os beija-flores, sendo a outra tribo existente Heliantheini (brilhantes).
A tribo contém 67 espécies divididas em 18 gêneros.

## Filogenia
Um estudo filogenético molecular sobre beija-flores publicado em 2007 descobriu que a família consistia em nove clados. Após a atualização da quarta edição do Howard and Moore Complete Checklist of the Birds of the World, realizada por Edward C. Dickinson e James van Remsen, Jr. em 2013, a família dos beija-flores foi dividida em seis subfamílias com base nos resultados moleculares, e propuseram nomear uma destas Lesbiinae, contendo as tribos Heliantheini e Lesbiini. A subfamília Lesbiinae foi introduzida pelo naturalista alemão Ludwig Reichenbach em 1854.

## Cladograma
|  | Florisuginae – colibris, topázios               |
|  |                                                 |
|  | Phaethornithinae – balança-rabos, rabos-brancos |
|  |                                                 |

|  | Heliantheini – brilhantes               |
|  |                                         |
|  | Lesbiini – topetinhos, rabos-de-espinho |
|  |                                         |

|  | Trochilini – asas-de-sabre, esmeraldas                                                 |
|  |                                                                                        |
|  | \| \| Lampornithini – colibris \| \| \| \| \| \| Mellisugini – besourinhos \| \| \| \| |
|  |                                                                                        |
|  | Lampornithini – colibris                                                               |
|  |                                                                                        |
|  | Mellisugini – besourinhos                                                              |
|  |                                                                                        |

|  | Lampornithini – colibris  |
|  |                           |
|  | Mellisugini – besourinhos |
|  |                           |

|  | Trochilini – asas-de-sabre, esmeraldas                                                 |
|  |                                                                                        |
|  | \| \| Lampornithini – colibris \| \| \| \| \| \| Mellisugini – besourinhos \| \| \| \| |
|  |                                                                                        |
|  | Lampornithini – colibris                                                               |
|  |                                                                                        |
|  | Mellisugini – besourinhos                                                              |
|  |                                                                                        |

|  | Lampornithini – colibris  |
|  |                           |
|  | Mellisugini – besourinhos |
|  |                           |

|  | Heliantheini – brilhantes               |
|  |                                         |
|  | Lesbiini – topetinhos, rabos-de-espinho |
|  |                                         |

|  | Trochilini – asas-de-sabre, esmeraldas                                                 |
|  |                                                                                        |
|  | \| \| Lampornithini – colibris \| \| \| \| \| \| Mellisugini – besourinhos \| \| \| \| |
|  |                                                                                        |
|  | Lampornithini – colibris                                                               |
|  |                                                                                        |
|  | Mellisugini – besourinhos                                                              |
|  |                                                                                        |

|  | Lampornithini – colibris  |
|  |                           |
|  | Mellisugini – besourinhos |
|  |                           |

|  | Trochilini – asas-de-sabre, esmeraldas                                                 |
|  |                                                                                        |
|  | \| \| Lampornithini – colibris \| \| \| \| \| \| Mellisugini – besourinhos \| \| \| \| |
|  |                                                                                        |
|  | Lampornithini – colibris                                                               |
|  |                                                                                        |
|  | Mellisugini – besourinhos                                                              |
|  |                                                                                        |

|  | Lampornithini – colibris  |
|  |                           |
|  | Mellisugini – besourinhos |
|  |                           |

|  | Heliantheini – brilhantes               |
|  |                                         |
|  | Lesbiini – topetinhos, rabos-de-espinho |
|  |                                         |

|  | Trochilini – asas-de-sabre, esmeraldas                                                 |
|  |                                                                                        |
|  | \| \| Lampornithini – colibris \| \| \| \| \| \| Mellisugini – besourinhos \| \| \| \| |
|  |                                                                                        |
|  | Lampornithini – colibris                                                               |
|  |                                                                                        |
|  | Mellisugini – besourinhos                                                              |
|  |                                                                                        |

|  | Lampornithini – colibris  |
|  |                           |
|  | Mellisugini – besourinhos |
|  |                           |

|  | Trochilini – asas-de-sabre, esmeraldas                                                 |
|  |                                                                                        |
|  | \| \| Lampornithini – colibris \| \| \| \| \| \| Mellisugini – besourinhos \| \| \| \| |
|  |                                                                                        |
|  | Lampornithini – colibris                                                               |
|  |                                                                                        |
|  | Mellisugini – besourinhos                                                              |
|  |                                                                                        |

|  | Lampornithini – colibris  |
|  |                           |
|  | Mellisugini – besourinhos |
|  |                           |

|  | Heliantheini – brilhantes               |
|  |                                         |
|  | Lesbiini – topetinhos, rabos-de-espinho |
|  |                                         |

|  | Trochilini – asas-de-sabre, esmeraldas                                                 |
|  |                                                                                        |
|  | \| \| Lampornithini – colibris \| \| \| \| \| \| Mellisugini – besourinhos \| \| \| \| |
|  |                                                                                        |
|  | Lampornithini – colibris                                                               |
|  |                                                                                        |
|  | Mellisugini – besourinhos                                                              |
|  |                                                                                        |

|  | Lampornithini – colibris  |
|  |                           |
|  | Mellisugini – besourinhos |
|  |                           |

|  | Trochilini – asas-de-sabre, esmeraldas                                                 |
|  |                                                                                        |
|  | \| \| Lampornithini – colibris \| \| \| \| \| \| Mellisugini – besourinhos \| \| \| \| |
|  |                                                                                        |
|  | Lampornithini – colibris                                                               |
|  |                                                                                        |
|  | Mellisugini – besourinhos                                                              |
|  |                                                                                        |

|  | Lampornithini – colibris  |
|  |                           |
|  | Mellisugini – besourinhos |
|  |                           |

|  | Florisuginae – colibris, topázios               |
|  |                                                 |
|  | Phaethornithinae – balança-rabos, rabos-brancos |
|  |                                                 |

|  | Heliantheini – brilhantes               |
|  |                                         |
|  | Lesbiini – topetinhos, rabos-de-espinho |
|  |                                         |

|  | Trochilini – asas-de-sabre, esmeraldas                                                 |
|  |                                                                                        |
|  | \| \| Lampornithini – colibris \| \| \| \| \| \| Mellisugini – besourinhos \| \| \| \| |
|  |                                                                                        |
|  | Lampornithini – colibris                                                               |
|  |                                                                                        |
|  | Mellisugini – besourinhos                                                              |
|  |                                                                                        |

|  | Lampornithini – colibris  |
|  |                           |
|  | Mellisugini – besourinhos |
|  |                           |

|  | Trochilini – asas-de-sabre, esmeraldas                                                 |
|  |                                                                                        |
|  | \| \| Lampornithini – colibris \| \| \| \| \| \| Mellisugini – besourinhos \| \| \| \| |
|  |                                                                                        |
|  | Lampornithini – colibris                                                               |
|  |                                                                                        |
|  | Mellisugini – besourinhos                                                              |
|  |                                                                                        |

|  | Lampornithini – colibris  |
|  |                           |
|  | Mellisugini – besourinhos |
|  |                           |

|  | Heliantheini – brilhantes               |
|  |                                         |
|  | Lesbiini – topetinhos, rabos-de-espinho |
|  |                                         |

|  | Trochilini – asas-de-sabre, esmeraldas                                                 |
|  |                                                                                        |
|  | \| \| Lampornithini – colibris \| \| \| \| \| \| Mellisugini – besourinhos \| \| \| \| |
|  |                                                                                        |
|  | Lampornithini – colibris                                                               |
|  |                                                                                        |
|  | Mellisugini – besourinhos                                                              |
|  |                                                                                        |

|  | Lampornithini – colibris  |
|  |                           |
|  | Mellisugini – besourinhos |
|  |                           |

|  | Trochilini – asas-de-sabre, esmeraldas                                                 |
|  |                                                                                        |
|  | \| \| Lampornithini – colibris \| \| \| \| \| \| Mellisugini – besourinhos \| \| \| \| |
|  |                                                                                        |
|  | Lampornithini – colibris                                                               |
|  |                                                                                        |
|  | Mellisugini – besourinhos                                                              |
|  |                                                                                        |

|  | Lampornithini – colibris  |
|  |                           |
|  | Mellisugini – besourinhos |
|  |                           |

|  | Heliantheini – brilhantes               |
|  |                                         |
|  | Lesbiini – topetinhos, rabos-de-espinho |
|  |                                         |

|  | Trochilini – asas-de-sabre, esmeraldas                                                 |
|  |                                                                                        |
|  | \| \| Lampornithini – colibris \| \| \| \| \| \| Mellisugini – besourinhos \| \| \| \| |
|  |                                                                                        |
|  | Lampornithini – colibris                                                               |
|  |                                                                                        |
|  | Mellisugini – besourinhos                                                              |
|  |                                                                                        |

|  | Lampornithini – colibris  |
|  |                           |
|  | Mellisugini – besourinhos |
|  |                           |

|  | Trochilini – asas-de-sabre, esmeraldas                                                 |
|  |                                                                                        |
|  | \| \| Lampornithini – colibris \| \| \| \| \| \| Mellisugini – besourinhos \| \| \| \| |
|  |                                                                                        |
|  | Lampornithini – colibris                                                               |
|  |                                                                                        |
|  | Mellisugini – besourinhos                                                              |
|  |                                                                                        |

|  | Lampornithini – colibris  |
|  |                           |
|  | Mellisugini – besourinhos |
|  |                           |

|  | Heliantheini – brilhantes               |
|  |                                         |
|  | Lesbiini – topetinhos, rabos-de-espinho |
|  |                                         |

|  | Trochilini – asas-de-sabre, esmeraldas                                                 |
|  |                                                                                        |
|  | \| \| Lampornithini – colibris \| \| \| \| \| \| Mellisugini – besourinhos \| \| \| \| |
|  |                                                                                        |
|  | Lampornithini – colibris                                                               |
|  |                                                                                        |
|  | Mellisugini – besourinhos                                                              |
|  |                                                                                        |

|  | Lampornithini – colibris  |
|  |                           |
|  | Mellisugini – besourinhos |
|  |                           |

|  | Trochilini – asas-de-sabre, esmeraldas                                                 |
|  |                                                                                        |
|  | \| \| Lampornithini – colibris \| \| \| \| \| \| Mellisugini – besourinhos \| \| \| \| |
|  |                                                                                        |
|  | Lampornithini – colibris                                                               |
|  |                                                                                        |
|  | Mellisugini – besourinhos                                                              |
|  |                                                                                        |

|  | Lampornithini – colibris  |
|  |                           |
|  | Mellisugini – besourinhos |
|  |                           |

O cladograma acima da família do beija-flor é baseado em estudos filogenéticos moleculares de Jimmy McGuire e colaboradores publicados entre 2007 e 2014. Os nomes latinos são aqueles propostos por Dickinson e Remsen em 2013.

## Lista taxonômica
Esta tribo possui as seguintes 67 espécies, divididas nos respectivos 18 gêneros.
| Imagem | Género        | Living species |
| ------ | ------------- | --- |
|        | Heliangelus   | - Heliangelus mavors, helianjo-de garganta-laranja - Heliangelus amethysticollis, helianjo-de garganta-ametista - Heliangelus clarisse, helianjo-dos-andes-orientais - Heliangelus spencei, helianjo-de-mérida - Heliangelus strophianus, helianjo-de-cauda-azul - Heliangelus exortis, helianjo-turmalina - Heliangelus micrastur, helianjo-garganta-de-fogo - Heliangelus viola, helianjo-de-garganta-violeta - Heliangelus regalis, helianjo-azul                                                 |
|        | Sephanoides   | - Sephanoides sephaniodes, beija-flor-austral - Sephanoides fernandensis, beija-flor-das-juan-fernández |
|        | Discosura     | - Discosura popelairii, rabo-de-espinho-antenado - Discosura langsdorffi, rabo-de-espinho - Discosura letitiae, rabo-de-espinho-bronzeado - Discosura conversii, rabo-de-espinho-verde - Discosura longicauda, bandeirinha |
|        | Lophornis     | - Lophornis ornatus, beija-flor-de-leque-canela - Lophornis gouldii, topetinho-do-brasil-central - Lophornis magnificus, topetinho-vermelho - Lophornis brachylophus, topetinho-de-guerrero - Lophornis delattrei, topetinho-ruivo - Lophornis stictolophus, rabo-de-espinho-de-barriga-preta - Lophornis chalybeus, topetinho-verde - Lophornis verreauxii, topetinho-mariposa - Lophornis pavoninus, topetinho-pavão - Lophornis helenae, topetinho-preto - Lophornis adorabilis, topetinho-branco |
|        | Phlogophilus  | - Phlogophilus hemileucurus, cauda-variegada-equatoriano - Phlogophilus harterti, cauda-variegada-peruano |
|        | Adelomyia     | - Adelomyia melanogenys, beija-flor-mosqueado |
|        | Aglaiocercus  | - Aglaiocercus kingii, silfo-coliverde - Aglaiocercus coelestis, silfo-ocidental - Aglaiocercus berlepschi, silfo-venezuelano |
|        | Sappho        | - Sappho sparganurus, beija-flor-da-cauda-vermelha |
|        | Polyonymus    | - Polyonymus caroli, cometa-de-cauda-bronzeada |
|        | Taphrolesbia  | - Taphrolesbia griseiventris, cometa-de-barriga-cinzenta |
|        | Oreotrochilus | - Oreotrochilus estella, estrela-da-puna - Oreotrochilus leucopleurus, estrela-de-flancos-brancos - Oreotrochilus chimborazo, estrela-do-chimboraço - Oreotrochilus cyanolaemus, estrela-de-garganta-azul - Oreotrochilus stolzmanni, estrela-de-cabeça-verde - Oreotrochilus melanogaster, estrela-de-peito-preto - Oreotrochilus adela, estrela-de-flancos-vermelhos |
|        | Opisthoprora  | - Opisthoprora euryptera, beija-flor-agulha |
|        | Lesbia        | - Lesbia victoriae, beija-flor-de-longa-cauda-negra - Lesbia nuna, beija-flor-de-longa-cauda-verde |
|        | Ramphomicron  | - Ramphomicron dorsale, bico-de-espinho-preto - Ramphomicron microrhynchum, bico-de-espinho-púrpura |
|        | Chalcostigma  | - Chalcostigma ruficeps, bico-de-espinho-de coroa-ruiva - Chalcostigma olivaceum, bico-de-espinho-oliváceo - Chalcostigma stanleyi, bico-de-espinho-de-manto-azul - Chalcostigma heteropogon, bico-de-espinho-de-cauda-bronzeada - Chalcostigma herrani, bico-de-espinho-arco-íris |
|        | Oxypogon      | - Oxypogon stuebelii, barbudito-do-nevado-del-ruiz - Oxypogon cyanolaemus, barbudito-de-santa-marta - Oxypogon lindenii, barbudito-de-mérida - Oxypogon guerinii, barbudito-oriental |
|        | Oreonympha    | - Oreonympha nobilis, montanhês-barbudo |
|        | Metallura     | - Metallura tyrianthina, metaluro-esmeralda - Metallura iracunda, metaluro-do-perijá - Metallura williami, metaluro-verde - Metallura baroni, metaluro-de-garganta-violeta - Metallura odomae, metaluro-da-neblina - Metallura theresiae, metaluro-bronzeado - Metallura eupogon, metaluro-garganta-de-fogo - Metallura aeneocauda, metaluro-escamoso - Metallura phoebe, metaluro-preto |